# 昂孜错
昂孜错（藏語：ངང་རྩེ་མཚོ，威利转写：ngang rtse mtsho，THL：Ngangtsé Tso）位于中国西藏自治区那曲市尼玛县境内，地处尼玛县南部，昂孜山北麓，湖面海拔4683米，面积461.5平方公里。湖水主要依靠降水和地表径流补给，有达扎臧布等22条入湖河流。湖区年均降水量200～300毫米左右，年均气温-2～0℃。